# Линейная динамическая система
Линейные динамические системы — это динамические системы, эволюция которых во времени описывается линейным дифференциальным уравнением (для систем с дискретным временем - линейным разностным уравнением).  В то время как динамические системы в целом не имеют замкнутой формы решения, линейные динамические системы могут быть решены точно, и у них есть большой набор математических свойств.  Линейные системы также могут быть использованы для понимания поведения общих динамических систем, путём расчета точек равновесия системы и приближения её в виде линейной системы вокруг каждой такой точки.

## Введение
В линейной динамической системе, изменение вектора состояния
( {\displaystyle N}-мерный вектор обозначается {\displaystyle \mathbf {x} }) эквивалентно постоянной матрице 
(обозначается {\displaystyle \mathbf {A} }) умноженной на 
{\displaystyle \mathbf {x} }.  Эти изменения могут иметь две формы:
или
как поток, в котором {\displaystyle \mathbf {x} } изменяется
непрерывно со временем:
{\displaystyle {\frac {d}{dt}}\mathbf {x} (t)=\mathbf {A} \cdot \mathbf {x} (t)}
или как отображение, в котором
{\displaystyle \mathbf {x} } изменяется дискретно:
{\displaystyle \mathbf {x} _{m+1}=\mathbf {A} \cdot \mathbf {x} _{m}}
Эти уравнения являются линейными в следующем смысле: если
{\displaystyle \mathbf {x} (t)} и {\displaystyle \mathbf {y} (t)} 
- два действительных решения, то и любая линейная комбинация имеет два решения, например, 
{\displaystyle \mathbf {z} (t)\ {\stackrel {\mathrm {def} }{=}}\ \alpha \mathbf {x} (t)+\beta \mathbf {y} (t)} 
где {\displaystyle \alpha } и {\displaystyle \beta }
два любых скаляра. Матрица {\displaystyle \mathbf {A} } 
не обязательно должна быть симметричной.
Линейные динамические системы могут быть решены точно, в отличие от большинства нелинейных.  Иногда, нелинейная система может быть решена точно изменением переменных в линейной системе. Кроме того, решения  почти любой нелинейной системы могут быть приближенно найдены эквивалентно линейной системы вблизи её неподвижных точек.  Следовательно, понимание линейных систем и их решение является важнейшим шагом к пониманию более сложных нелинейных систем.

## Решения линейных динамических систем
Если первоначальный вектор {\displaystyle \mathbf {x} _{0}\ {\stackrel {\mathrm {def} }{=}}\ \mathbf {x} (t=0)}
выровнен с собственным вектором {\displaystyle \mathbf {r} _{k}} в матрице {\displaystyle \mathbf {A} }, динамика проста
{\displaystyle {\frac {d}{dt}}\mathbf {x} (t)=\mathbf {A} \cdot \mathbf {r} _{k}=\lambda _{k}\mathbf {r} _{k}}
где {\displaystyle \lambda _{k}} является соответствующим собственному значению;
решение этого уравнения
{\displaystyle \mathbf {x} (t)=\mathbf {r} _{k}e^{\lambda _{k}t}}
как может быть подтверждено путём замены.
Если {\displaystyle \mathbf {A} } диагонализируема, тогда любой вектор в {\displaystyle N}-мерном пространстве может быть представлен комбинацией правых и левых собственных векторов (обозначается {\displaystyle \mathbf {l} _{k}}) из матрицы {\displaystyle \mathbf {A} }.
{\displaystyle \mathbf {x} _{0}=\sum _{k=1}^{N}\left(\mathbf {l} _{k}\cdot \mathbf {x} _{0}\right)\mathbf {r} _{k}}
Таким образом, общее решение для {\displaystyle \mathbf {x} (t)}
линейная комбинация отдельных решений для правых
собственных векторов
{\displaystyle \mathbf {x} (t)=\sum _{k=1}^{n}\left(\mathbf {l} _{k}\cdot \mathbf {x} _{0}\right)\mathbf {r} _{k}e^{\lambda _{k}t}}
Аналогичные соображения применимы и к дискретным отображениям.

## Классификация в двух измерениях

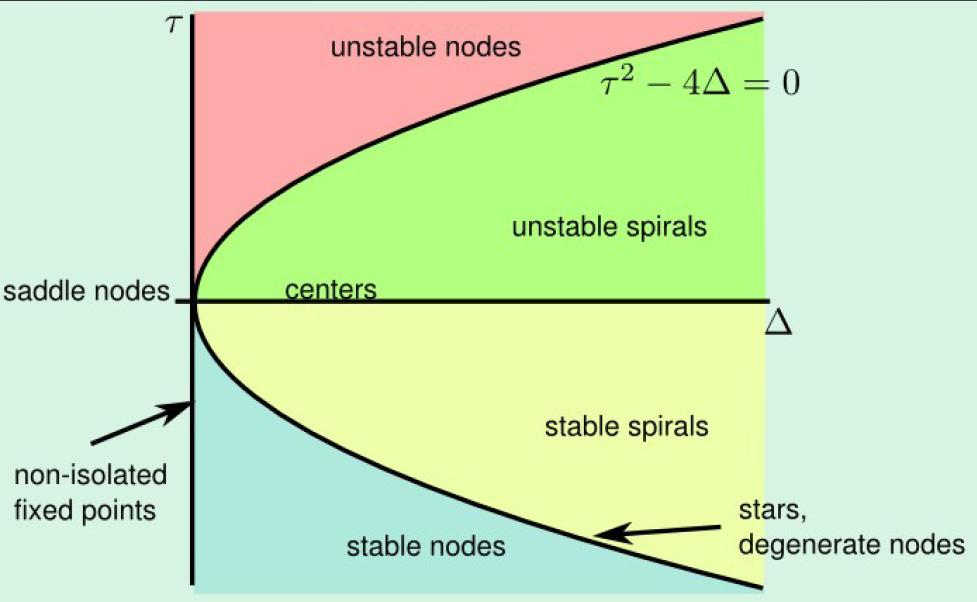
Классификация 2D неподвижной точки согласно следу и определителю матрицы Якоби

Корни характеристического многочлена матрицы (A - λI) являются собственными значениями A. Признак и связь этих корней, {\displaystyle \lambda _{n}}, друг с другом могут быть использованы для определения стабильности динамической системы
{\displaystyle {\frac {d}{dt}}\mathbf {x} (t)=\mathbf {A} \mathbf {x} (t).}
Для двухмерных систем, характеристический многочлен имеет вид {\displaystyle \lambda ^{2}-\tau \lambda +\Delta =0} где {\displaystyle \tau } след матрицы {\displaystyle \Delta } является детерминантом, определяющим A. Таким образом, два корня имеют вид:
{\displaystyle \lambda _{1}={\frac {\tau +{\sqrt {\tau ^{2}-4\Delta }}}{2}}}
{\displaystyle \lambda _{2}={\frac {\tau -{\sqrt {\tau ^{2}-4\Delta }}}{2}}}
Отметим также, что {\displaystyle \Delta =\lambda _{1}\lambda _{2}} и {\displaystyle \tau =\lambda _{1}+\lambda _{2}}.  Таким образом, если {\displaystyle \Delta <0} то собственные значения противоположного знака, и неподвижная точка является седловой.  Если {\displaystyle \Delta >0} то собственные значения одного знака.  Поэтому, если {\displaystyle \tau >0} оба положительны и точка неустойчива, и если  {\displaystyle \tau <0} то оба отрицательны и точка устойчива. Дискриминант покажет нам, если точка находится в узле или спирали (т.e. если собственные значения действительные или комплексные).